# Mutt
A Mutt egy szöveges e-mail kliens Unix-szerű rendszerekhez. Eredetileg Michael Elkins írta 1995-ben, és a GNU General Public License 2-es vagy bármely későbbi verziója alatt adták ki.
A Mutt szlogenje: „Minden levelezőkliens szívás. Ez csak kevésbé szívás.”

## Művelet
A Mutt támogatja a legtöbb levéltárolási formátumot (nevezetesen az mboxot és a Maildirt is) és a protokollokat (POP3, IMAP stb.). MIME támogatást is tartalmaz, nevezetesen a teljes PGP/GPG és S/MIME integrációt.
A Mutt eredetileg Mail User Agentnek (MUA) készült, és helyileg elérhető postafiók- és sendmail infrastruktúrára támaszkodott. A Mutt honlapja szerint „bár a semmiből írták, a Mutt kezdeti felülete nagyrészt az ELM levelezőkliensen alapult”. A Mutt újdonsága volt az üzenetpontozási és szálfűzési képesség. Később bekerült az e-mailek lekérésének és küldésének támogatása különféle protokollokon, például POP3, IMAP és SMTP protokollon keresztül. A Mutt azonban továbbra is külső eszközökre támaszkodik az üzenetek írásához és szűréséhez.
A Mutt több száz konfigurációs direktívát és parancsot tartalmaz. Lehetővé teszi az összes billentyű-hozzárendelés megváltoztatását és billentyűzet makrók készítését az összetett műveletekhez, valamint a felület legtöbb színét és elrendezését. A „hook” néven ismert fogalom változatai révén számos beállítása módosítható olyan kritériumok alapján, mint az aktuális postafiók vagy a kimenő üzenetek címzettjei. A Mutt támogatja az opcionális oldalsávot, hasonlóan a grafikus levelezőprogramokban gyakran megtalálhatókhoz. Számos javítás és bővítmény is elérhető, amelyek további funkciókat, például NNTP-támogatást tesznek lehetővé.
A Mutt teljes mértékben a billentyűzettel vezérelhető, és támogatja az e-mailes beszélgetések szálkezelését, amely azt jelenti, hogy könnyedén mozoghatunk a hosszú vitákban, például a levelezőlistákon . Az új üzenetek külső szövegszerkesztővel íródnak, ellentétben a pine-nal, amely beágyazza saját pico nevű szerkesztőjét.
A Mutt képes hatékonyan keresni a levelezőtárak között olyan levélindexelő eszközök segítségével, mint a Notmuch, és sokan ajánlják a Mutt ilyen módon való használatát. Alternatív megoldásként a felhasználók a Muttból kereshetnek levelezőtáraikban a grep meghívásával egy Bash-szkripten keresztül.
A Mutt-ot gyakran használják biztonsági szakemberek vagy biztonságtudatos felhasználók, mivel kisebb a támadási felülete, mint más, webböngésző-renderelő motorral vagy JavaScript értelmezővel szállított klienseknek. A Transport Layer Security kapcsán a Mutt úgy konfigurálható, hogy az első használatkor megbízzon a tanúsítványokban, és ne használja a Transport Layer Security protokoll régebbi, kevésbé biztonságos verzióit.

## Fordítás
- Ez a szócikk részben vagy egészben a Mutt (email client) című angol Wikipédia-szócikk ezen változatának fordításán alapul.  Az eredeti cikk szerkesztőit annak laptörténete sorolja fel. Ez a jelzés csupán a megfogalmazás eredetét és a szerzői jogokat jelzi, nem szolgál a cikkben szereplő információk forrásmegjelöléseként.